# آماده (فیلم ۲۰۱۱)
آماده (به انگلیسی: Ready)یا حاضر فیلمی محصول سال ۲۰۱۱ و به کارگردانی آنیس بازمی است. در این فیلم بازیگرانی همچون سلمان خان، آسین، پارش راوال، ماهش مانجرکار، روشن عباس، پانت ایثار، شارات ساکسنا، آخیلندرا میشرا، آریا بابار، نیکیتین دیر، سودش لهری ایفای نقش کرده‌اند.